# Паужетка (посёлок)
Паужетка — посёлок в Усть-Большерецком районе Камчатского края России. Находится на межселенной территории. Возник в 1951 году. Назван по расположению у реки Паужетки.

## География
Расположен на самом юге Камчатки, между Охотским морем и Курильским озером, стоит на реке Паужетка.

## Население
В поселке живут вулканологи, буровики и обслуживающий персонал станции.
| 2002 | 2010 | 2012 | 2013 | 2015 | 2016 | 2018 |
| ---- | ---- | ---- | ---- | ---- | ---- | ---- |
| 0    | ↗88  | ↘87  | ↗90  | ↘84  | ↘77  | ↘75  |
| 2020 |      |      |      |      |      |      |
| ↗78  |      |      |      |      |      |      |

## Инфраструктура
Посёлок известен Паужетской геотермальной электростанцией, которая не только вырабатывает электричество, но и спускает в долину реки кипяток, используемый местными жителями для выращивания овощей.
Она является старейшей геотермальной электростанцией на территории России, введённая в эксплуатацию в 1966 году как экспериментальная электростанция.

## Транспорт

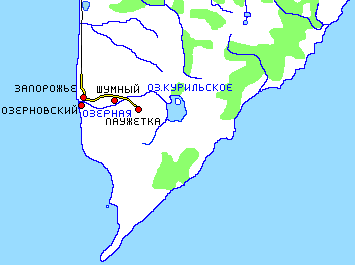
Карта юга Усть-Большерецкого района

Посёлок расположен в труднодоступном районе, есть только местная сеть автодорог, по дороге до посёлка Шумный 19 км, до села Запорожье 27 км, а до посёлка Озерновский 29 км.